# Tilia kueichouensis
Tilia kueichouensis är en malvaväxtart som beskrevs av Hu Hsien-Hsu. Tilia kueichouensis ingår i släktet lindar, och familjen malvaväxter. Inga underarter finns listade i Catalogue of Life.